# Ethelda Bleibtrey
Ethelda Bleibtrey (Waterford, New York, 27. veljače 1902. - West Palm Beach, Florida, 6. svibnja 1978.), američka plivačica.
Trostruka je olimpijska pobjednica u plivanju, a 1967. godine primljena je u Kuću slavnih vodenih sportova.